# 1926년 전국체육대회 야구
1926년 전국체육대회 야구는 일제강점기 조선 경성부에서 개최된 1926년 전국체육대회의 경기 종목이다. '제7회 전조선야구대회'로 개최되었으며 1926년 10월 21일부터 10월 23일까지 경성운동장에서 개최되었다.

## 대회 진행
제7회 전조선야구대회는 1926년 10월 21일부터 사흘간 일제강점기 조선 경성부에 있는 경성운동장에서 개최되었다. 소학부에는 진남포공립보통학교, 정동공립보통학교, 수송공립보통학교, 죽첨공립보통학교 등 4개 선수단이 참가했고, 중학부에는 배재고등보통학교, 야정고등보통학교, 중앙고등보통학교, 경신학교 등 4개 선수단이 출전했으며, 청년부에는 고려구락부와 서울구락부 등 2개 선수단이 참가했다. 한편 전문부는 연희전문학교만이 출전하여 경기를 진행하지 않고 우승 처리되었다. 소학부 종목 결승에서는 진남포공립고통학교가 수송공립보통학교를 4:2로 이기며 2회 연속 우승을 달성했고, 중학부 종목에서는 중앙고등보통학교가 경신학교를 결승에서 4:1로 이기며 우승을 차지했다. 청년부 종목에서는 고려구락부가 서울구락부를 14:2로 이기며 우승했다.

## 경기 결과

### 소학부
|  | 준결승             | 준결승           |                    |    | 결승 | 결승 |
|  |                    |                  |                    |    |      |      |
|  |                    |                  |                    |    |      |      |
|  |                    |                  |                    |    |      |      |
|  | 진남포공립보통학교 | 6A               |                    |    |      |      |
|  | 진남포공립보통학교 | 6A               |                    |    |      |      |
|  | 정동공립보통학교   | 2                |                    |    |      |      |
|  | 정동공립보통학교   | 2                | 진남포공립보통학교 | 4  |      |      |
|  |                    |                  | 진남포공립보통학교 | 4  |      |      |
|  |                    | 수송공립보통학교 | 2                  |    |      |      |
|  | 수송공립보통학교   | 수송공립보통학교 | 2                  | 11 |      |      |
|  | 수송공립보통학교   |                  |                    | 11 |      |      |
|  | 죽첨공립보통학교   | 2                |                    |    |      |      |
|  | 죽첨공립보통학교   | 2                |                    |    |      |      |

### 중학부
|  | 준결승           | 준결승           |          |    | 결승 | 결승 |
|  |                  |                  |          |    |      |      |
|  |                  |                  |          |    |      |      |
|  |                  |                  |          |    |      |      |
|  | 경신학교         | 8A               |          |    |      |      |
|  | 경신학교         | 8A               |          |    |      |      |
|  | 배재고등보통학교 | 6                |          |    |      |      |
|  | 배재고등보통학교 | 6                | 경신학교 | 1  |      |      |
|  |                  |                  | 경신학교 | 1  |      |      |
|  |                  | 중앙고등보통학교 | 4        |    |      |      |
|  | 중앙고등보통학교 | 중앙고등보통학교 | 4        | 19 |      |      |
|  | 중앙고등보통학교 |                  |          | 19 |      |      |
|  | 양정고등보통학교 | 2                |          |    |      |      |
|  | 양정고등보통학교 | 2                |          |    |      |      |

### 전문부
| 결승 |          |  |  |  |  |  |
|      |          |  |  |  |  |  |
|      |          |  |  |  |  |  |
|      | 연희전문 |  |  |  |  |  |
|      | 부전승   |  |  |  |  |  |

### 청년부
| 결승 |            |     |  |  |  |  |
|      |            |     |  |  |  |  |
|      |            |     |  |  |  |  |
|      | 고려구락부 | 14A |  |  |  |  |
|      | 서울구락부 | 2   |  |  |  |  |

## 참고 문헌
- 대한체육회 (1990). 《대한체육회 70년사》.
- 대한체육회 (2011). 《대한체육회 90년사》.
- “제7회 전국체육대회 야구 경기 결과”. 대한체육회.[깨진 링크(과거 내용 찾기)]